# IC 5063
IC 5063 — галактика типу S0-a (спіральна галактика) у сузір'ї Індіанець.
Цей об'єкт міститься в оригінальній редакції індексного каталогу.